# Specie bandiera
Una specie bandiera è una specie scelta per simboleggiare un problema ambientale, ad esempio un ecosistema con necessità di essere preservato. 

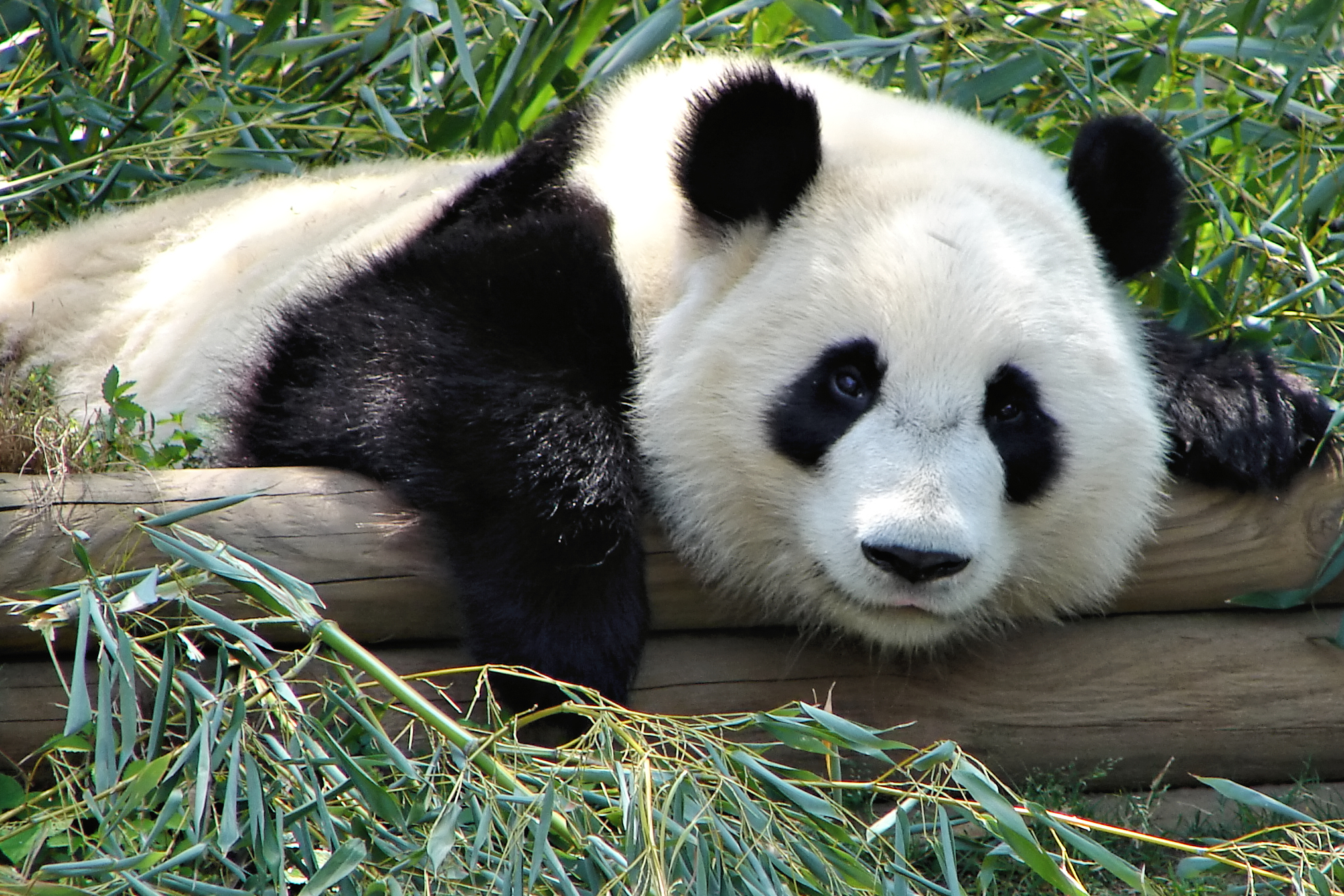
Il panda gigante della Cina è una tipica specie bandiera.

Queste specie vengono selezionate per la loro vulnerabilità, attrazione o aspetto allo scopo di suscitare meglio il supporto e la riconoscenza del grande pubblico. In tal modo, si spera che il supporto dato a questa specie verrà in seguito esteso alla conservazione dell'intero ecosistema e di tutte le specie che vivono in esso.
Tra gli esempi di specie bandiera si contano il panda gigante della Cina e simbolo del World Wildlife Fund, il tamarino leone dorato della foresta costiera atlantica del Brasile, la tigre indiana, l'elefante africano, il gorilla di montagna dell'Africa Centrale, l'orango dell'Asia sud-orientale e la tartaruga liuto.

## Definizione
Il termine è legato alla metafora della rappresentazione. Nel suo uso popolare, le specie bandiera sono viste come ambasciatrici o icone per un progetto o movimento di conservazione. Il geografo Maan Barua ha notato che le metafore influenzano ciò che le persone capiscono e come agiscono; che i mammiferi sono scelti in modo sproporzionato; e che i biologi devono fare i conti con il linguaggio per migliorare la conoscenza della conservazione da parte del pubblico. Sono state avanzate diverse definizioni per il concetto di specie e per qualche tempo c'è stata confusione anche nella letteratura accademica. La maggior parte delle ultime definizioni si concentra sul carattere strategico, socioeconomico e di marketing concept. Alcune definizioni sono:
- "una specie utilizzata come fulcro di una più ampia campagna di marketing per la conservazione basata sul possesso di uno o più tratti che attraggono il pubblico di destinazione[3]"
- "specie che hanno la capacità di catturare l'immaginazione del pubblico e indurre le persone a sostenere azioni di conservazione e/o a donare fondi[4]"
- "specie popolari e carismatiche che fungono da simboli e punti di raccolta per stimolare la consapevolezza e l'azione per la conservazione"[5]

## Storia

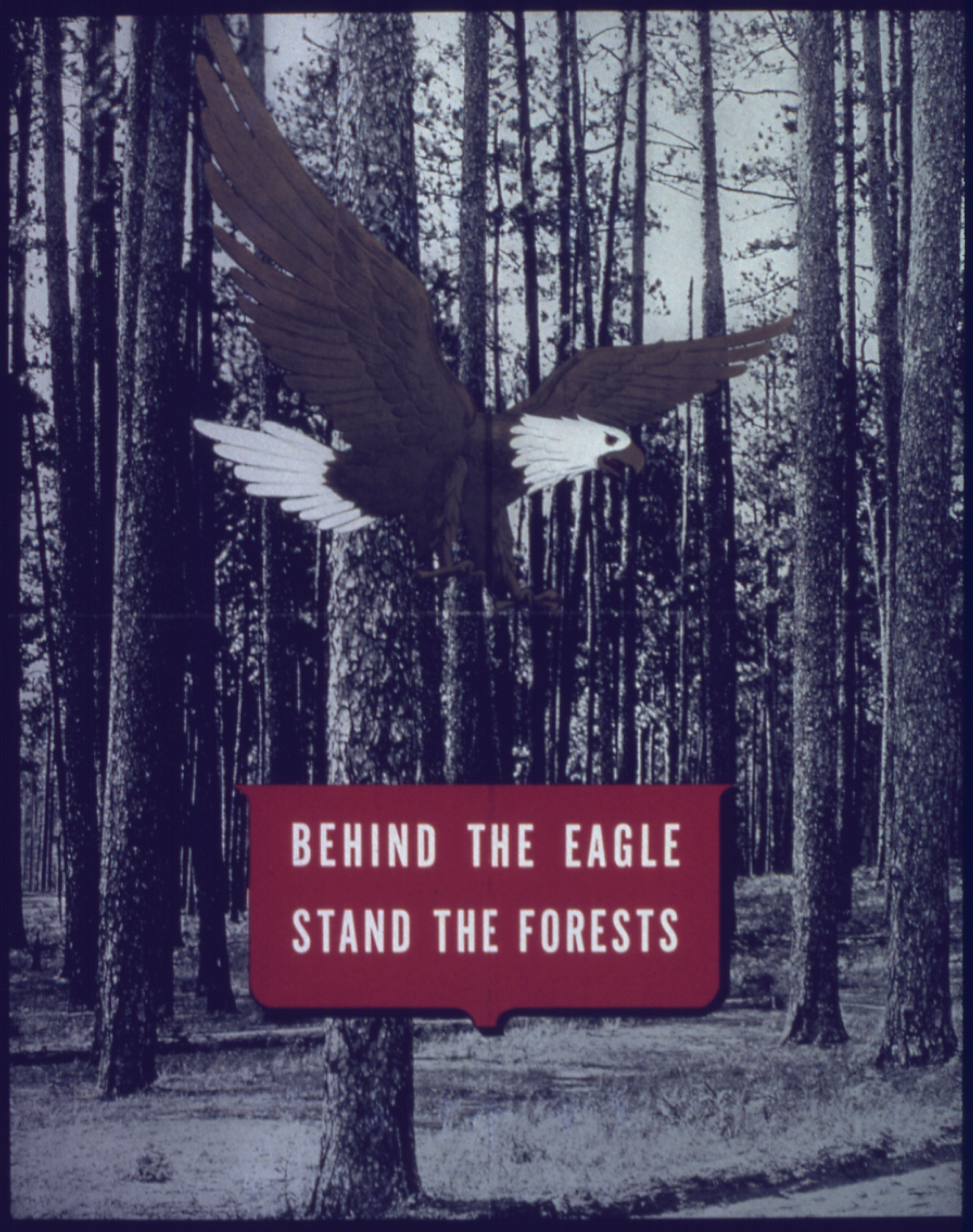
Aquila di mare testabianca come specie bandiera per le foreste negli Stati Uniti

Il concetto di specie bandiera è diventato popolare intorno alla metà degli anni '80. L'uso di specie bandiera è stato dominato da animali di grossa taglia, particolare mammiferi, sebbene occasionalmente siano stati utilizzati specie di altri gruppi tassonomici.
I progetti volti a sviluppare le specie bandiera a volte hanno avuto successo nel salvare la specie e il suo habitat, come con l'aquila di mare testabianca  e il lamantino.

## Tipologie

### Specie chiave di volta
Una specie chiave di volta è una specie che ha un effetto sproporzionatamente grande sul suo ambiente naturale rispetto alla sua abbondanza, un concetto introdotto nel 1969 dallo zoologo Robert T. Paine. Le specie chiave di volta svolgono un ruolo fondamentale nel mantenimento della struttura di una comunità ecologica, influenzando molti altri organismi in un ecosistema e contribuendo a determinare i tipi e il numero di varie altre specie nella comunità. Senza specie chiave di volta, l'ecosistema sarebbe drammaticamente diverso o cesserebbe di esistere del tutto. Alcune specie chiave di volta, come il lupo, sono anche predatori all'apice.
Il ruolo che una specie chiave di volta svolge nel suo ecosistema è analogo al ruolo di una chiave di volta in un arco. Sebbene la chiave di volta è un elemento che subisce meno pressione rispetto a una qualsiasi delle altre pietre che compongono un arco, quest'ultimo crolla senza di essa. Allo stesso modo, un ecosistema può subire un cambiamento drammatico se una specie chiave viene rimossa, anche se quella specie era una piccola parte dell'ecosistema in base alle misurazioni della biomassa o della produttività. È diventato un concetto popolare nella biologia della conservazione, insieme alle specie ombrello.
Alcune specie bandiera sono infatti specie chiave di volta, come il leone africano, un grande predatore: controllava le popolazioni di grandi erbivori, proteggendo gli ecosistemi dell'intero paesaggio. Tuttavia, la capacità del leone di fungere da specie chiave di volta sta diminuendo man mano che la sua popolazione e il suo habitat diminuiscono.

### Indicatori biologici
Con il termine indicatore biologico si intende una specie animale, pianta o fungo particolarmente sensibile a cambiamenti apportati da fattori inquinanti all'ecosistema in cui vive. Le specie bandiera possono infatti rappresentare una caratteristica ambientale (es. una specie o un ecosistema), causa (es. cambiamento climatico o acidificazione degli oceani), organizzazione (es. ONG o dipartimento governativo) o regione geografica (es. stato o area protetta). In questo caso si sceglie come specie bandiera un indicatore biologico come ad esempio le api.

### Specie sentinella
Una specie bandiera può essere una specie sentinella. Ne fanno parte gli animali osservati per rilevare i rischi per l'uomo avvisando in anticipo di un pericolo. I termini si applicano principalmente nel contesto dei rischi ambientali piuttosto che di quelli provenienti da altre fonti. Alcuni animali possono fungere da sentinelle perché possono essere più suscettibili o avere una maggiore esposizione a un particolare pericolo rispetto agli esseri umani nello stesso ambiente. Un esempio tipico è il pinguino.

### Specie ombrello
Le specie ombrello come il panda gigante possono essere scelte come specie bandiera. Esse sono specie selezionate per prendere decisioni relative alla conservazione, in genere perché proteggere queste specie protegge indirettamente le molte altre specie che compongono la comunità ecologica del suo habitat. Le specie ombrello possono essere utilizzate per aiutare a selezionare le posizioni di potenziali riserve, trovare la dimensione minima di queste aree o riserve di conservazione e per determinare la composizione, la struttura e i processi degli ecosistemi.

### Specie prioritarie

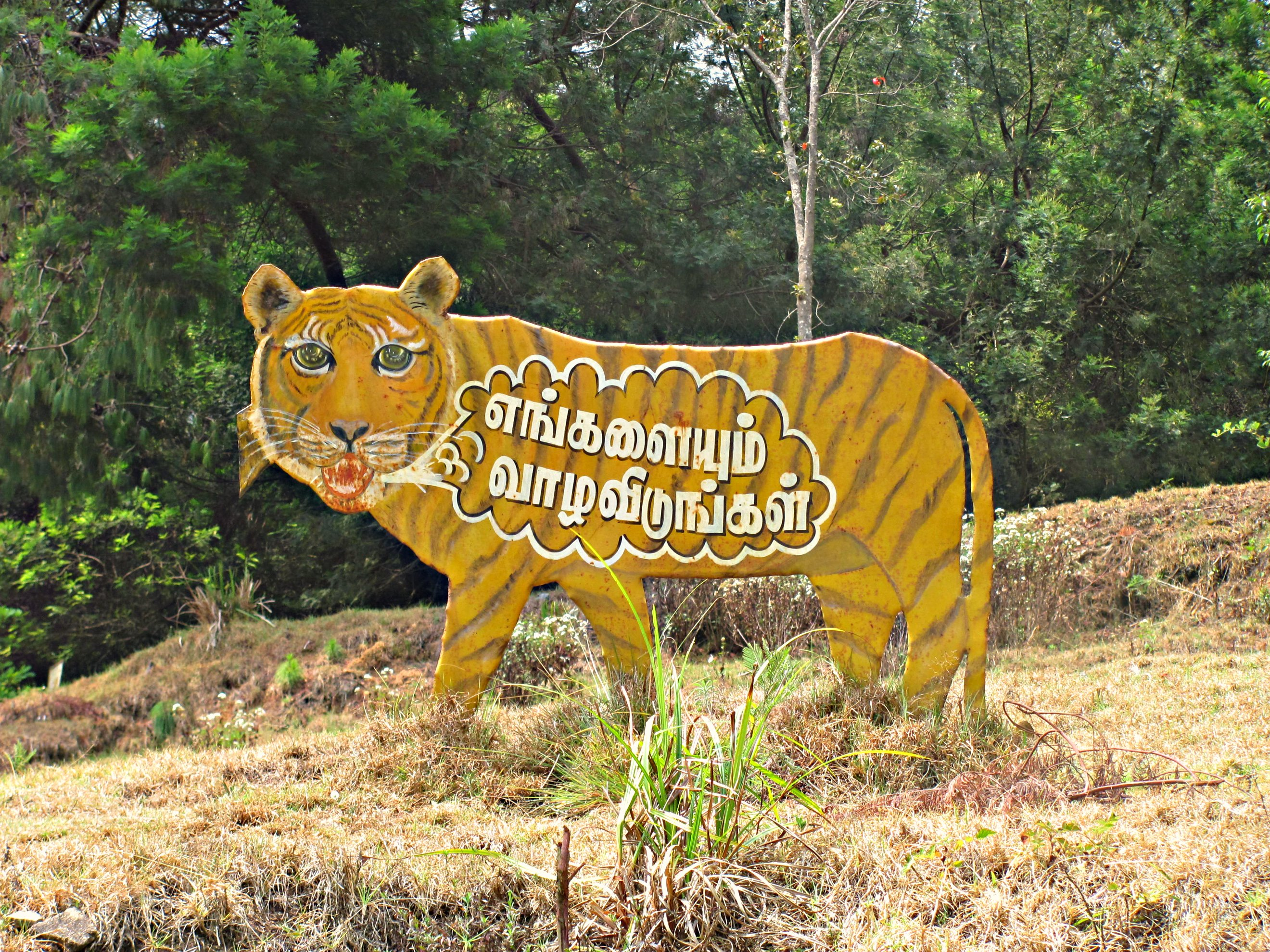
Tigre come specie bandiera per una campagna in Tamil Nadu, India

Le specie prioritarie possono essere scelte come specie bandiera. Sono quelle specie che costituiscono un elemento chiave della catena alimentare e/o che aiutano la stabilità o la rigenerazione degli habitat. Un esempio è la tigre del Bengala (Panthera tigris).

## Metodologie di scelta delle specie bandiera
Le specie bandiera possono essere selezionate in base a molte metodologie diverse, come il marketing sociale, l'economia ambientale e la biologia della conservazione, a seconda di ciò che viene valutato dal pubblico che cercano di raggiungere, e degli obiettivi del progetto, come la consapevolezza della conservazione, raccolta fondi, promozione dell'ecoturismo, conservazione basata sulla comunità e promozione della ricerca finanziata. Ciò è mostrato dalle differenze nelle raccomandazioni formulate per la selezione delle specie bandiera rivolte a diversi destinatari come le comunità locali e i turisti. Poiché le specie bandiera sono selezionate in base al pubblico che sperano di influenzare, queste specie possono anche appartenere a gruppi tradizionalmente non carismatici, se il contenuto culturale e sociale è corretto. Specie meno carismatiche ma localmente significative includono l'uso della volpe volante di Pemba come specie bandiera in Tanzania, e del granchio blu di Chesapeake come specie bandiera negli Stati Uniti. Le specie bandiera possono essere utilizzate a livelli più ampi, ad esempio a volte si usano gli ecosistemi come le barriere coralline, le foreste pluviali o le aree protette come il Serengeti o lo Yellowstone. Alcune iniziative hanno sviluppato specie bandiera basate sul valore di conservazione di particolari aree o specie. Esempi di ciò sono il progetto EDGE gestito dalla Zoological Society di Londra e gli Hotspot gestiti da Conservation International. La microbiologia ha iniziato a utilizzare le specie bandiera in modo distinto. Ciò riguarda la biogeografia dei microrganismi e utilizza specie particolari perché sono giudicate "le specie bandiera accattivanti con dimensioni e/o morfologia cospicue sono i migliori indicatori di distribuzione".

## Svantaggi

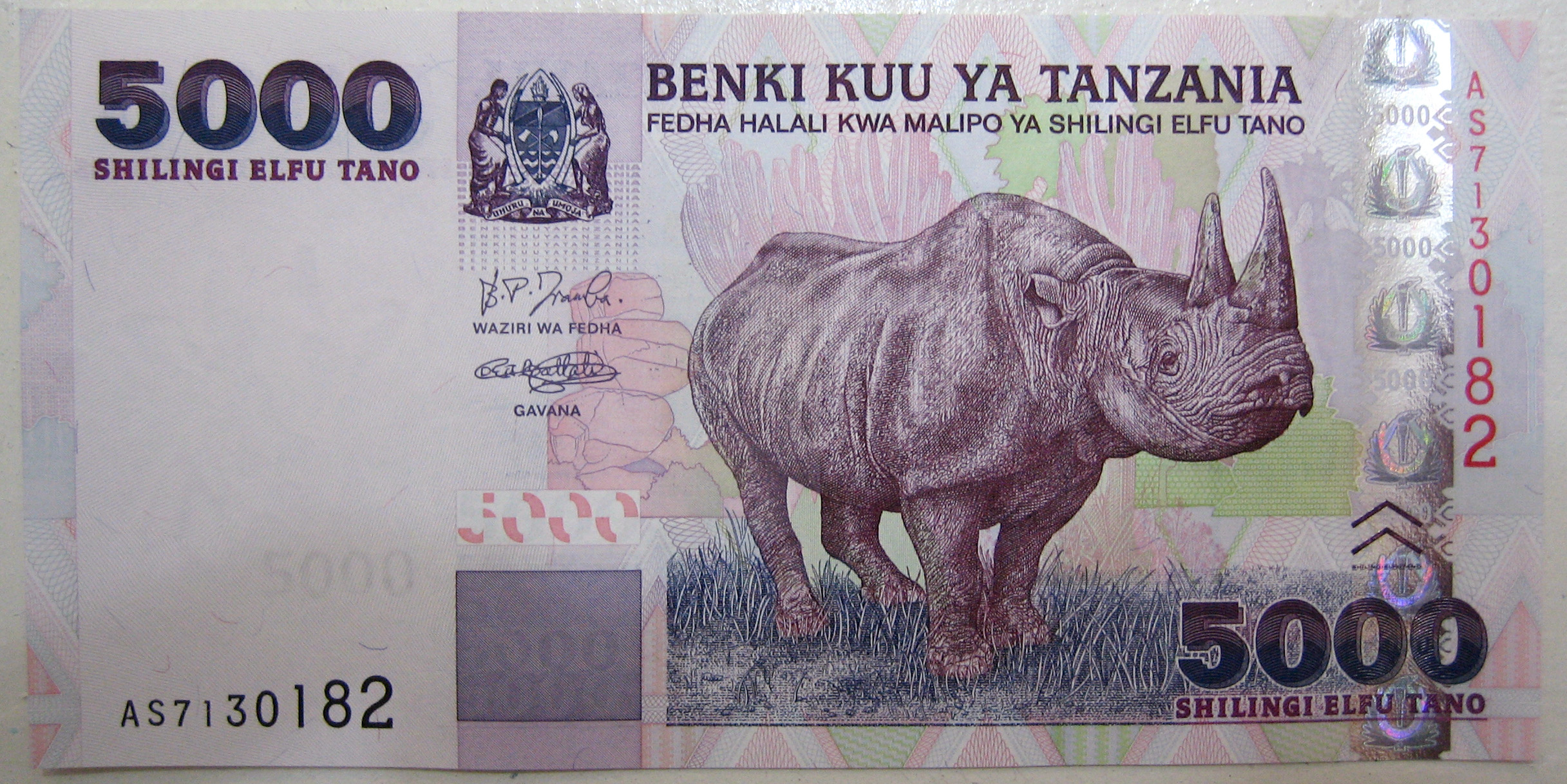
Banconota da 5000 scellini tanzaniani con rinoceronte nero come specie bandiera per la fauna

L'uso delle specie bandiera presenta alcune limitazioni:

- Possono distorcere le priorità di gestione e conservazione a loro favore, a scapito di specie più minacciate ma meno carismatiche.[31]
- La gestione di diverse specie bandiera può entrare in conflitto.
- La scomparsa delle specie bandiera può avere impatti negativi sugli atteggiamenti degli attori della conservazione.
- Possono avere un impatto limitato sul comportamento dei donatori, se i donatori non possono dedicare molto tempo all'elaborazione del messaggio della campagna.

Tralasciando l'impatto su altre specie, il carisma non sembra proteggere dall'estinzione nemmeno le specie giudicate come carismatiche. Tutti e dieci i gruppi più carismatici di animali identificati in uno studio del 2018, vale a dire tigre, leone, elefante, giraffa, leopardo, panda, ghepardo, orso polare, lupo e gorilla, sono in pericolo; solo il panda gigante mostra una crescita demografica. I ricercatori suggeriscono che l'uso diffuso di immagini di questi animali ha dato al pubblico l'impressione che gli animali siano abbondanti, oscurando il loro alto rischio di estinzione imminente. Notano che questo rimane vero nonostante l'intensa concentrazione degli sforzi di conservazione su queste particolari specie. Uno dei principali problemi per l'utilizzo di diverse specie bandiera in contesti non occidentali è che possono entrare in conflitto con le comunità locali, mettendo così a rischio le azioni di conservazione. Ciò è stato definito "rivolta delle specie bandiera" (flagship mutiny) ed è esemplificato dall'elefante asiatico nei paesi in cui c'è un conflitto uomo-elefante.